# Stora Skedvi distrikt
Stora Skedvi distrikt är ett distrikt i Säters kommun och Dalarnas län.  Distriktet ligger omkring Skedvi kyrkby i sydöstra Dalarna.

## Tidigare administrativ tillhörighet
Distriktet inrättades 2016 och utgörs av Stora Skedvi socken i Säters kommun.
Området motsvarar den omfattning Stora Skedvi församling hade vid årsskiftet 1999/2000.

## Tätorter och småorter
I Stora Skedvi distrikt finns en tätort och fyra småorter.

### Tätorter
- Skedvi kyrkby

### Småorter
- Arkhyttan
- Bispbergshyttan, Kolarbo och Hällbo
- Fäggeby
- Uppbo och Nedernora